# Armes de destruction massive en Irak
Les armes de destruction massive en Irak sont un arsenal d'armements chimiques supposé, devenant l'argument déclencheur de l'invasion de l'Irak par les États-Unis en 2003. Elles s’avéreront par la suite être un mensonge d'État basé sur des allégations infondées. 
Colin Powell présente en effet le 5 février 2003 devant le Conseil de sécurité des Nations unies un dossier mensonger sur un programme de fabrication d'arme de destruction massive. Une fois l'invasion réalisée, des inspections de l'ONU sont effectuées sur le terrain sous la direction de Hans Blix, qui indique ne pas avoir trouvé d'armes de destruction massive en Irak, et ne pouvoir confirmer la poursuite effective du programme dans les années 2000.
Entre 2003 et 2011, seulement 5 000 munitions chimiques « périmées » ont été découvertes par les forces d'occupation américaines,,, dont certaines produites par les occidentaux.
En 2013, Hans Blix réaffirme qu'en Irak, « certains pays ont tenté d'éradiquer des armes de destruction massive qui n'existaient pas ». Dans un entretien en 2013, Colin Powell déclare, au sujet des armes de destruction massive en Irak, que « Saddam Hussein n'en possédait pas un gramme ».

## Historique du programme nucléaire irakien

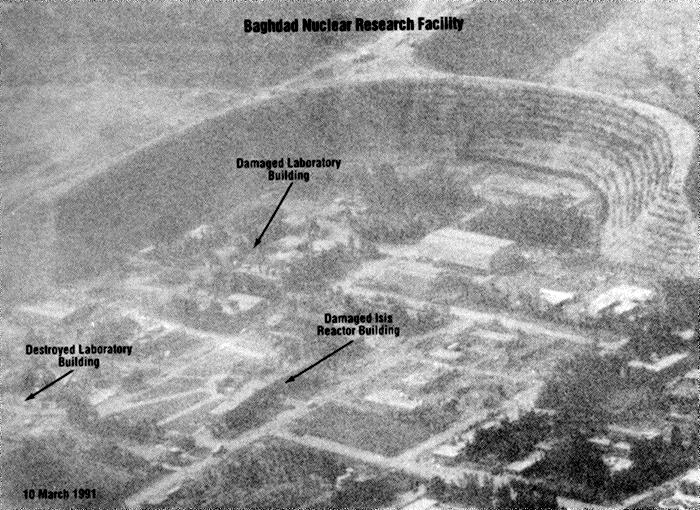
Le centre de recherche nucléaire d'Al-Tuwaitha à la sortie sud-est de Bagdad le 10 mars 1991 après un bombardement américain. Durant la guerre du Golfe, 20 % du programme nucléaire irakien est neutralisé par les forces de la Coalition.

Le 17 août 1959, l'URSS et l'Irak signent un accord prévoyant la construction d'une centrale nucléaire et l'établissement d'un programme nucléaire, dans le cadre de leur rapprochement diplomatique. En 1968, les Soviétiques fournissent un réacteur de recherche aux Irakiens qui pourrait être utilisé pour la production de radioisotopes. Ce réacteur est construit près de Bagdad sur le site de d'Al-Tuwaitha.
En 1975, lors d'une visite officielle à Moscou, Saddam Hussein demande aux Russes la construction d'un modèle de centrale nucléaire de pointe. Ceux-ci acceptent en contrepartie d'une régulation par l'Agence internationale de l'énergie atomique (AIEA), contraignant l'Irak à refuser. Le programme nucléaire irakien est en revanche assisté par une variété d'entreprises et de gouvernements de par le monde.
L'Irak ratifie le traité sur la non-prolifération des armes nucléaires (TNP) le 29 octobre 1969, pour une entrée en vigueur le 5 mars 1970. Dans les années 1970-80, l'Irak poursuivrait toutefois clandestinement un vaste programme d'armes biologiques et nucléaires, bien qu'aucune bombe atomique ne soit construite. Cette version est notamment appuyée par le scientifique irakien Khidir Hamza en 1998 qui contribua à ce programme avant de s'exiler aux États-Unis en 1994 après la guerre du Koweït et qui explique comment Saddam Hussein bernait l'AIEA.
Le 7 juin 1981, Israël lance un raid aérien contre le réacteur nucléaire irakien Osirak (acheté en 1976 à la France officiellement destiné à des fins civiles et scientifiques) situé près de Bagdad lors de l'opération Opéra, résultant en sa destruction, tandis que l'Iran bombarde plusieurs fois le site durant la guerre Iran-Irak et que les États-Unis feront de même durant la guerre d'Irak de 2003.
En 1988, des ingénieurs allemands présentent des données de centrifugation qui auraient contribué au développement du programme nucléaire irakien.
Enrayé par Israël et l'Iran puis par l'ONU et l'AIEA, le programme nucléaire irakien est définitivement abandonné dans les années 1990 après la guerre du Golfe. Parmi les vecteurs qu'aurait pu probablement utiliser l'armée irakienne figurait le missile balistique Al Hussein d'une portée de 644 kilomètres.
En juillet 2008, 550 tonnes d'uranium concentré en provenance d'Irak sont transportés par avion jusqu'à la base militaire américaine de Diego Garcia, dans l'océan Indien. Puis l'uranium est acheminé secrètement par bateau jusqu'au port de Montréal. L'uranium, acheté par la société canadienne Cameco, est ensuite envoyé à la raffinerie d'uranium de Blind River puis converti à l'usine de Port Hope en Ontario pour être utilisé comme combustible nucléaire dans les centrales américaines.

## Armes chimiques et biologiques

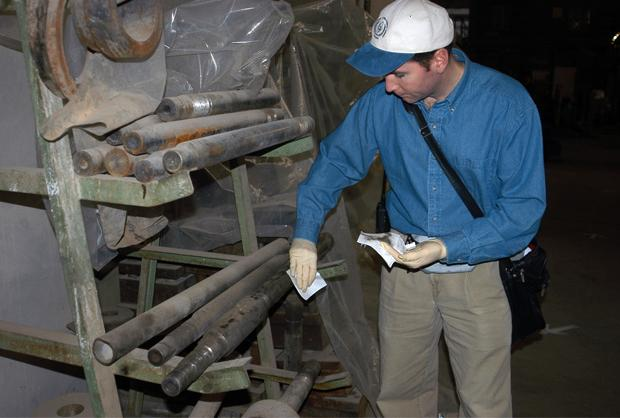
Un inspecteur de l'AIEA dans une usine de machines en Irak en mars 2002.

Les Irakiens avaient des stocks considérables d'armes biologiques : anthrax, aflatoxine, bactéries Clostridium perfringens pouvant causer la gangrène, ricine. Des recherches furent également effectuées sur la bactérie Salmonella et le choléra selon des révélations faites aux inspecteurs de l'ONU par le docteur Rihab Taha, chef du programme d'armes biologiques irakien pendant sept ans, jusqu'en 1995,. Les Irakiens avaient également des stocks d'armes chimiques : gaz moutarde, sarin, tabun. Le cyclosarin fut également expérimenté par l'armée irakienne ; l'Irak reste le seul pays à l'avoir utilisé au combat lors de sa guerre avec l'Iran. 52 % des équipements de fabrication d'armes chimiques irakiens est estimé être d'origine ouest-allemande et 21 % d'origine française.
Le principal des cinq sites de production d'agents toxiques dans les années 1980 est le Muthana State Establishment (en), à Samarra, qui a produit entre autres du gaz VX à partir de 1988 qui est aussi un centre de recherche et développement avec l'apport notamment de trois sociétés françaises, Protec SA, De Dietrich et Carbone lorraine. Les autres étant Al-Rashad à Sadr City, qui dispose d'un autre centre de R&D, et Al-Falluja I, II, et III.
L'utilisation au combat de munitions chimiques est attestée à partir de 1983. Selon Slate, des documents d'époque déclassifiés de la CIA et des interviews d'anciens responsables des renseignements américains montrent que l'Irak, avec le soutien des États-Unis, a utilisé à plusieurs reprises des armes chimiques, notamment du sarin, pendant sa guerre contre l'Iran.
D'après la CIA, en 1989, le gouvernement irakien aurait par ailleurs détruit au moins 40 tonnes de sarin dégradé. Après la guerre du Golfe de 1990-1991, le gouvernement irakien a déclaré, entre autres, 6 120 roquettes de calibre 120 mm armés de sarin pour lance-roquettes multiples et 6 394 obus d'artillerie de calibre 155 mm.
Dans le cadre des sanctions appliquées à l'Irak, les agents de l'ONU ont localisé et détruit de grandes quantités d'armes chimiques irakiennes et d'équipement associé pour en produire tout au long des années 1990, avec divers degrés de coopération et d'obstruction de la part du gouvernement irakien, en empêchant par exemple l'entrée des inspecteurs dans les quartiers-généraux du Parti Baas à Bagdad. En réponse à la diminution de la coopération irakienne avec la commission spéciale des Nations unies (UNSCOM), les États-Unis ont appelé au retrait de tous les inspecteurs de l'ONU et de l'Agence internationale de l'énergie atomique (AIEA) en 1998, résultant en l'opération Desert Fox, campagne de bombardements contre les ADM irakiennes.[réf. nécessaire]
Entre l’'invasion de l'Irak en 2003 et 2011, plus de 5 000 munitions chimiques pour l'artillerie et l’aviation datant d'avant 1991 ont été découvertes dans le pays ainsi que plusieurs tonnes de divers produits chimiques, la moitié environ en 2006.

## Chronologie des attaques à l'arme chimique

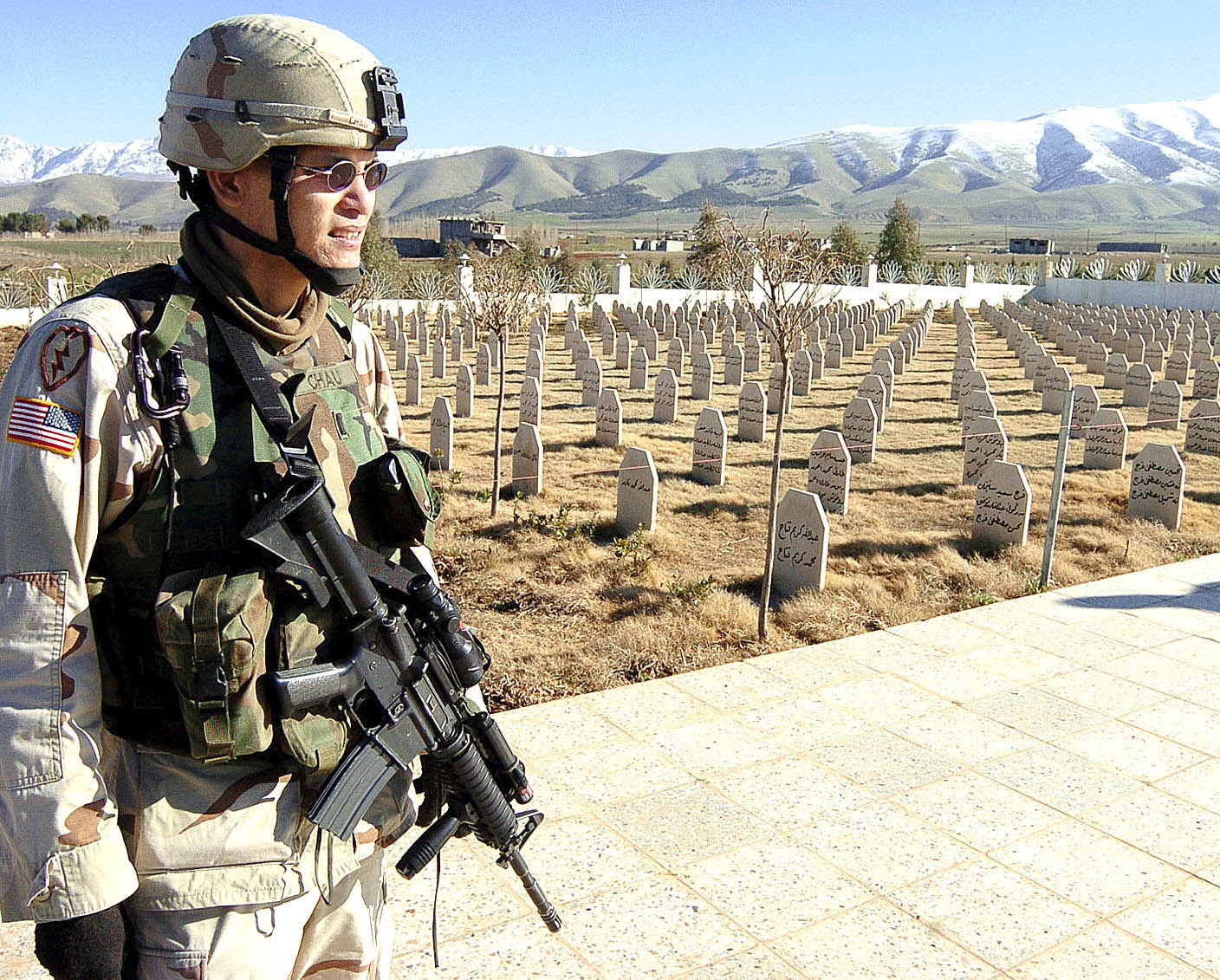
Cimetière d'Halabja où sont enterrées les victimes de l'attaque au gaz de mars 1988 menée durant l'opération Anfal.

Perpétrées par l'armée irakienne durant la guerre Iran-Irak, le génocide kurde (opération Anfal) et lors de l'insurrection en Irak de 1991,, les chiffres des victimes sont fournies par des documents de la CIA hors indications :
| Localisation                                            | Arme utilisée                     | Date                  | Victimes                                                                     |
| ------------------------------------------------------- | --------------------------------- | --------------------- | ---------------------------------------------------------------------------- |
| Haij Umran                                              | gaz moutarde                      | août 1983             | moins de 100 Iraniens/Kurdes                                                 |
| Panjwin                                                 | gaz moutarde                      | octobre-novembre 1983 | 3 000 Iraniens/Kurdes                                                        |
| île de Majnoon                                          | gaz moutarde                      | février-mars 1984     | 2 500 Iraniens                                                               |
| Bassora                                                 | tabun                             | mars 1984             | 50 à 100 Iraniens                                                            |
| Hawizah Marsh                                           | gaz moutarde et tabun             | mars 1985             | 3 000 Iraniens                                                               |
| al-Fāw                                                  | gaz moutarde et tabun             | février 1986          | 8 000 à 10 000 Iraniens                                                      |
| Um ar-Rasas                                             | gaz moutarde                      | décembre 1986         | 1 000 Iraniens                                                               |
| Bassora                                                 | gaz moutarde et tabun             | avril 1987            | 5 000 Iraniens                                                               |
| Sumar/Mehran                                            | gaz moutarde et agents innervants | octobre 1987          | 3 000 Iraniens                                                               |
| Halabja                                                 | gaz moutarde et agents innervants | mars 1988             | Entre 3 200 et 5 000 morts voir 7 000 morts et 7 000 blessés Kurdes/Iraniens |
| al-Fāw                                                  | gaz moutarde et agents innervants | avril 1988            | 1 000 Iraniens                                                               |
| Lac poisson (étendue de désert à l'ouest de Shalamcheh) | gaz moutarde et agents innervants | mai 1988              | 100 à 1 000 Iraniens                                                         |
| île de Majnoon                                          | gaz moutarde et agents innervants | juin 1988             | 100 à 1 000 Iraniens                                                         |
| frontière sud-centrale                                  | gaz moutarde et agents innervants | juillet 1988          | 100 à 1 000 Iraniens                                                         |
| Nadjaf - Kerbala                                        | agents innervants et cyclosarin   | mars 1991             | inconnues                                                                    |

## La position américaine

### Mensonges, propagande et doutes

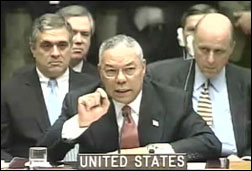
Colin Powell, secrétaire d'État des États-Unis, tenant une capsule d'anthrax, lors d'une session du Conseil de sécurité des Nations unies, prétendant que l'Irak est susceptible de posséder des armes de destruction massive, 5 février 2003.

Les États-Unis et le Royaume-Uni soutiennent que l'Irak de Saddam Hussein détenait clandestinement d'importants stocks d'armes de destruction massive en 2003. La résolution 1441 du Conseil de sécurité des Nations unies qui demandait à Saddam Hussein de « coopérer activement, immédiatement et inconditionnellement » avec les inspecteurs de l'ONU et de l'AIEA de novembre 2002 à mars 2003 et portant sur le désarmement de l'Irak s'est vue ignorée selon le gouvernement américain, ce qui deviendra l'un des casus belli (avec les liens supposés entre le régime de Bagdad et Oussama ben Laden) de l'opération liberté irakienne (Iraqi Freedom) en 2003 (concept de « guerre préventive ») menée par l'administration Bush afin de justifier l'invasion.
En août 2002, Dick Cheney déclare dans un discours qu'il « n’y a pas de doute que Saddam Hussein a maintenant des armes de destruction massive ». Un responsable de la CIA confie au journaliste Ron Suskind : « Où est-il allé chercher ça ? ».
En septembre 2002, le directeur de la CIA George Tenet et le secrétaire d'État Colin Powell affirment devant le Comité des affaires étrangères du Sénat des États-Unis que Saddam Hussein est en train d'essayer d'acheter du yellowcake au Niger. Au même moment, le gouvernement de Tony Blair prétend aussi que le dictateur irakien essaierait d'acheter de l'uranium dans un pays africain. En décembre 2002, le département d'État des États-Unis reprend cette accusation dans un rapport titré Illustrative Examples of Omissions From the Iraqi Declaration to the United Nations Security Council. George W. Bush déclare, dans une allocution radiophonique que « le régime irakien possède des armes biologiques et chimiques, reconstruit des installations pour en fabriquer encore plus et selon le gouvernement britannique pourrait lancer une attaque chimique ou biologique en 45 minutes. Ce régime cherche à avoir la bombe nucléaire et avec des matériaux fissiles pourrait en fabriquer une en un an ».
La CIA, dans son rapport d’octobre 2002 intitulé « Iraq’s Weapons of Mass Destruction Programs » affirme que depuis la fin des inspections de 1998 et en violation des résolutions et des restrictions des Nations unies, l’Irak a maintenu ses projets d’armes chimiques, a poursuivi le développement et la production de missiles et a investi bien plus encore dans les armes biologiques. La plupart des experts estiment que l’Irak a reconstitué son programme d’armes nucléaires et la production d’agents chimiques (gaz VX, sarin, moutarde…).
Néanmoins, ce n’est pas l’avis de tout le monde. Le vice-commandant des forces armées américaines en Europe, le général Carlton W. Fulford, Jr., est allé au Niger pour rencontrer son président, Mamadou Tandja, accompagné de l'ambassadeur américain au Niger, Barbro Owens-Kirkpatrick. Il en conclut qu'il y avait peu de chances qu'une partie de l'uranium du Niger ait été détourné des filières officielles, et envoya son rapport au secrétaire du Joint Chiefs of Staff, le général Richard Myers. Owens-Kirkpatrick en tira des conclusions similaires, envoyant lui aussi un rapport au département d'État des États-Unis. L'Agence internationale de l'énergie atomique avait jugé les documents comme étant des contrefaçons. Joseph C. Wilson, ancien diplomate et chargé de la question de l’Irak, s’est vu confier par la CIA, en février 2002, l’enquête sur l’uranium nigérien dont aurait pu se servir Saddam pour son programme nucléaire. Après enquête, Joseph C. Wilson n'a rien trouvé confirmant cette allégation et il publie une tribune sur le New York Times où il dit : « Si mes informations ont été considérées comme inexactes, je comprends (je serais alors intéressé de savoir pourquoi). Si, cependant, mes informations ont été ignorées parce qu'elles ne correspondaient pas à des idées préconçues sur l'Irak, alors on peut légitimement faire valoir que nous sommes entrés en guerre sous de faux prétextes ».
Le général Norman Schwarzkopf émet des doutes sur l'existence de ces prétendues armes de destruction massive qui justifient la guerre ; il s’en prend à Donald Rumsfeld, directeur du Pentagone, lui reprochant dans le Washington Post de se réjouir de la guerre.
Cependant, en janvier 2003, pour prouver devant les Nations unies que l’Irak relance son programme nucléaire, George W. Bush fait usage d'un rapport britannique qui stipule que l’Irak tente de se fournir en uranium dans des pays africains.
Le 5 février 2003, Colin Powell reçoit le discours rédigé par Lewis Libby, directeur du cabinet du vice-président Richard Cheney. En découvrant le contenu douteux du document, Colin Powell se serait écrié « Je ne vais pas lire cela. C’est des conneries »,. Cependant, il passe quand même devant le Conseil de sécurité des Nations unies pour tenter de dévoiler les preuves des activités illicites du régime baasiste. Il fait défiler des dessins de camions présentés comme des prototypes de laboratoire mobile de recherche biologique (en) (sur la base de faux renseignements de « Curveball », ingénieur chimiste irakien à l’origine d’une des plus grandes supercheries de l’histoire du renseignement), fait passer des photos satellites pour des usines d’armes chimiques et des bunkers et présente finalement un flacon de poudre blanche : de l’anthrax.
L'administration de Tony Blair a joué un rôle essentiel dans la préparation du discours de Colin Powell du 5 février 2003, devant le Conseil de sécurité des Nations unies. Le dossier cité par Powell avait été fourni par l'administration de Tony Blair, qui reconnaît dès le 7 février 2003 des "gaffes" dans sa rédaction. Dès le 8 février, les journaux anglais identifient les vrais auteurs du rapport comme étant les services de communication de Downing Street et la pauvreté des sources utilisées par ces derniers (plagiat universitaire et sources suspectes...),.

### Aveux
Durant la guerre d'Irak en mars 2003, l'inspecteur de l'ONU Hans Blix indique qu'il n'y avait pas d'armes de destruction massives en Irak. Les inspections américaines menées pendant la guerre s'accordent pour dire que l'Irak avait abandonné son programme nucléaire, chimique et biologique après 1991, bien que des résidus d'armes chimiques aient été trouvés en revanche au nord de Bagdad.
Le dossier cité par Colin Powell avait été fourni par l'administration de Tony Blair, qui reconnaîtra le 7 février 2003 des "gaffes" dans le dossier. Dès le 8 février, les journaux anglais identifient les vrais auteurs du rapport comme étant les services de communication de Downing Street et la pauvreté des sources utilisées par ces derniers (plagiat universitaire et sources suspectes...).
Jane Harman, élue démocrate de Californie, souligne que la propagande des armes de destruction massive (ADM) irakiens est « la plus grande manœuvre d’intoxication de tous les temps ». Un groupe d’anciens experts de la CIA et du département d’état dénonce que les renseignements avaient « déjà été faussés pour des raisons politiques, mais jamais de façon aussi systématique pour tromper nos représentants élus afin d’autoriser une guerre ». Paul Wolfowitz, le numéro deux du département de la défense, a reconnu le mensonge d’état, en avouant que « nous nous sommes entendus sur un point, a-t-il précisé, les armes de destruction massive, parce que c’était le seul argument sur lequel tout le monde pouvait tomber d’accord ».

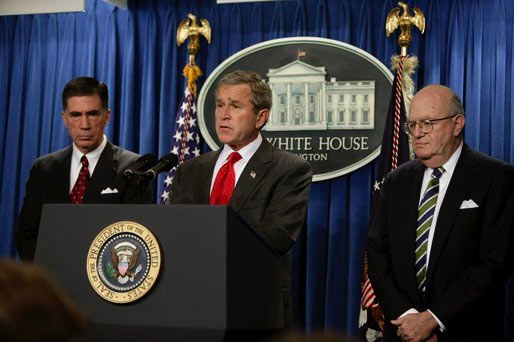
Annonce de la création d'une commission sur les armes de destruction massive en Irak par le Président Bush, co-dirigée par l'ex-sénateur Chuck Robb (à gauche) et le juge Silberman (à droite)

En février 2004, le président Bush met en place une commission bipartisane pour enquêter sur les erreurs d'estimations concernant les armes de destruction massive en Irak commises avant la guerre.
En 2005, l’administration Bush reconnaît que les armes de destruction massive irakiennes n’existaient pas en mettant fin au travail de l’«Irak survey group», composé d’inspecteurs américains en Irak.
Colin Powell exprimera deux ans plus tard son « amertume » : interrogé sur ABC, il explique que cette présentation, en grande partie fausse, fait « tache » dans sa carrière. En 2011, Colin Powell demande à la CIA et au Pentagone des explications sur les fausses informations qui lui furent communiquées en 2003.
En 2008, le Center for public Integrity et le Fund for independence in journalism, publie une étude intitulée « Faux prétextes » qui recense 935 mensonges sur la menace que présentait l’Irak de Saddam Hussein dans les déclarations publiques de George W. Bush, Dick Cheney, Condoleezza Rice, Colin Powell et Donald Rumsfeld et les porte-parole de la Maison Blanche Ari Fleischer et Scott McClellan.
Le 27 novembre 2009, devant la commission Chilcot, William Ehrman, haut responsable au ministère britannique des Affaires étrangères entre 2000 et 2002, déclare que Tony Blair savait que l'Irak n'avait plus d'ADM avant d'envoyer ses troupes dans le pays.

## Les munitions chimiques retrouvées après 2003
En 2014, les médias révèlent qu'entre l’invasion de 2003 et 2010, les forces américaines ont découvert environ 5 000 munitions chimiques, essentiellement des obus de 155 mm, des roquettes de 122 mm pour BM-21 Grad et des bombes pour avions datant d'avant 1991 ainsi que plusieurs tonnes de divers produits chimiques, la moitié environ en 2006,. Plusieurs centaines d'autres obus ont été retrouvés fin 2010 ou en 2011 par les forces gouvernementales irakiennes. L’administration américaine a tu cette découverte pendant des années à cause de son implication dans la fabrication de cet arsenal chimique car comme le dit le New York Times : « les munitions avait été conçues aux États-Unis, fabriquées en Europe et remplies de produits chimiques sur les lignes de productions irakiennes, par des sociétés occidentales ».
Datant d'avant 1991, et pour la majorité de la guerre Iran-Irak, les « armes chimiques vétustes » comme les appelle l'article du New York Times, retrouvées en Irak, contenaient du gaz sarin, du gaz moutarde et autres agents neurotoxiques « périmés ». Certaines étaient vides et la plupart n'étaient plus utilisables en l'état. Une partie de ces munitions ont été conçues par les puissances occidentales, États-Unis en tête. En 2014, selon le gouvernement irakien, sur les 5 000 munitions chimiques qui restent « 2 500 munitions chimiques corrodées étaient toujours présentes sur place ». Cependant, « Washington affirme que les armes abandonnées ne constituent plus une menace ».
À la suite de la difficulté de différencier des munitions chimiques recouvertes de « rouille et de saleté » des munitions conventionnelles, leur découverte a exposé entre une vingtaine et huit cents militaires américains et policiers irakiens à des produits toxiques. Plusieurs munitions chimiques ont servi à la confection d'engins explosifs improvisés par la guérilla irakienne.
En 2006, le général George Sada, deuxième adjoint des forces aériennes irakiennes sous la présidence de Saddam Hussein, a écrit un livre, Saddam's secrets, dans lequel il explique qu'il a recueilli les témoignages de pilotes de Boeing 747 qui ont utilisé leurs avions pour transporter des ADM en Syrie, en février 2003. Une colonne de camions a fait également le trajet, avec le matériel le moins lourd. La CIA a effectivement des images satellites montrant des colonnes de camions irakiens traversant la frontière, à la même période.

## Théories du complot

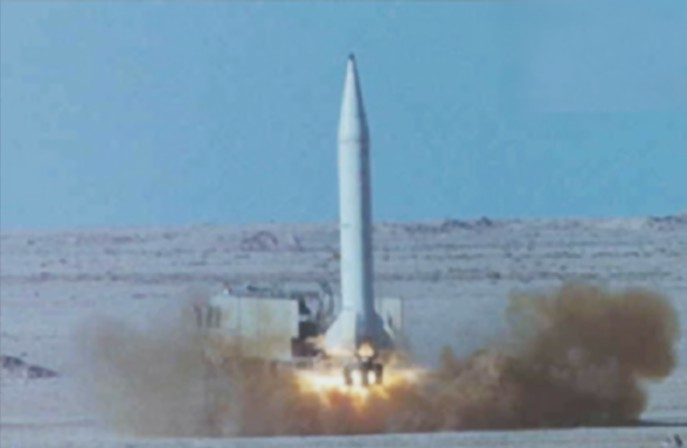
Tir d'essai d'un missile balistique Al-Samoud 2 en 2001. D'une portée de 180 km, au-delà des proscriptions des Nations Unies, il fut censé être détruit par le régime bassiste mais utilisé durant la guerre de 2003.

Diverses théories du complot furent élaborées afin d'expliquer l'échec de la mission de la Commission de contrôle, de vérification et d'inspection des Nations unies (COCOVINU) en Irak.
Donald Rumsfeld, alors secrétaire à la Défense a déclaré qu'il serait envisageable que les Irakiens aient précipitamment détruit leurs armes de destruction massive avant l'invasion américaine.
Certaines affirment que les ADM auraient été transférées avant la guerre, en Jordanie, au Liban dans la plaine de la Bekaa extrêmement fortifiée, au Pakistan (avec l'implication du scientifique pakistanais Abdul Qadeer Khan), dans l'océan Indien à bord de cargos ou bien en Syrie, selon les Israéliens et selon le général Georges Sada, deuxième adjoint des forces aériennes irakiennes sous la dictature de Saddam Hussein, troisième personnalité militaire du régime, qui affirme que des armes de destruction massive étaient bien encore détenues par l'Irak au début de l'année 2003. Il explique en 2006 dans son livre Saddam's secrets, avoir recueilli les témoignages de pilotes de 747 qui ont utilisé leurs avions pour transporter des ADM en Syrie, en février 2003,.

## Adhésion de l'Irak à la CIAC
L'Irak devient membre de la Convention sur l'interdiction des armes chimiques (CIAC) en avril 2009, déclarant deux bunkers d'armes chimiques ainsi que 5 anciens établissements de fabrication d'armes chimiques datant du régime baasiste. Ces armes ne sont toutefois pas considérées comme étant utilisables.